# Hartmut Beucker
Hartmut Beucker (* 12. April 1962 in Wuppertal) ist ein deutscher Politiker (AfD). Seit 2022 ist er Abgeordneter im Landtag Nordrhein-Westfalen.

## Leben
Beucker legte 1981 das Abitur ab. Von 1984 bis 1989 studierte er Rechtswissenschaft an der Universität Passau. 1989 legte er das erste, 1993 das zweite juristische Staatsexamen ab. Von 1993 bis 1997 arbeitete er als wissenschaftlicher Mitarbeiter an der Universität Passau. Von 1997 bis 2017 war er in der Wirtschaftsprüfung sowie Steuer- und Rechtsberatung tätig. 2001 erhielt er seine Zulassung als Rechtsanwalt. Von 2017 bis 2022 war er wissenschaftlicher Mitarbeiter der AfD-Fraktion im Landtag Nordrhein-Westfalen.
Beucker ist verheiratet und hat zwei Kinder. Er ist Alter Herr der Burschenschaft Hanseatia Passau und der Kölner Burschenschaft Germania.

## Politik
Beucker ist seit 2015 Mitglied der AfD. Bei der Landtagswahl in Nordrhein-Westfalen 2017 kandidierte er im Landtagswahlkreis Wuppertal II, verfehlte jedoch den Einzug in den Landtag. Seit 2019 ist er Sprecher des AfD-Kreisverbandes Wuppertal. Seit den Kommunalwahlen in Nordrhein-Westfalen 2020 ist er Mitglied des Stadtrates der Stadt Wuppertal und dort Vorsitzender der AfD-Fraktion. 2020 bis 2023 war er Mitglied der Landschaftsversammlung Rheinland. 2021 bis 2024 war er zudem Mitglied im AfD-Bundeskonvent.
Bei der Landtagswahl in Nordrhein-Westfalen 2022 trat er im Landtagswahlkreis Wuppertal I und auf Platz neun der Landesliste der AfD an. Er wurde schließlich über die Landesliste in den Landtag gewählt.

## Ehrenamt
Beucker war Presbyter in der evangelischen Kirchengemeinde in der Wuppertaler Südstadt. Als seine Kandidatur für die AfD bei der Landtagswahl 2017 bekannt wurde, trat er 2016 auf Druck der Gemeinde vom Amt des stellvertretenden Presbyteriumsvorsitzenden zurück. Nachdem das Presbyterium aus Protest gegen seine Landtagskandidatur bis auf ein Mitglied zurückgetreten war, war es beschlussunfähig und es wurden Neuwahlen angesetzt, zu denen Beucker nicht antrat. Im Januar 2017 hatten Unbekannte einen Farbanschlag auf sein Haus verübt.
Beucker war zudem von 2004 bis 2017 als Justiziar und Vizepräsident des DLRG-Landesverbandes Rheinland tätig.